# Шах Джахан
Шах-Джахан (Господар на света, до 1628 г. наричан принц Хуррам) е 5-ият император от династията на Великите моголи в периода 1627 – 1658 г. Той е световноизвестен като създател на великолепното чудо на света – знаменития мавзолей Тадж Махал в Агра.

## Биография
Шах-Джахан е 3-тият син на император Джахангир и раджпутската царица Манмати. През 1612 г. се жени за племенницата на майка си Нур Джахан, което съществено увеличава шансовете му в борбата за престола. През 1622 – 1625 г. принц Хуррам въстава срещу баща си Джахангир. Бунтът е разбит, но баща му му прощава. Жени се за красивата принцеса Арджуманд Бано Бегум, с която имат 14 деца. След смъртта на Джахангир през септември 1628 г. се провъзгласява в Агра за император, приемайки името Шах-Джахан. Съпругата му е наречена Мумтаз Махал („Възвишената в двореца“). По време на управлението на Шах Джахан великолепието на моголите достига своя връх, което е засвидетелствано от поръчания от него Тадж Махал. Разходите по поддръжката на империята обаче започват да надхвърлят доходите ѝ.
Най-големият син на Шах Джахан, либералният Дара Шукох, става регент през 1658 г., след като баща му се разболява. Дара се застъпва за синкретична индуистко-мюсюлманска култура. С подкрепата на ислямската правоверност обаче по-малкият син на Шах Джахан, Аурангзеб (управлявал 1658 – 1707) се възкачва на престола. През 1659 г. Аурангзеб побеждава Дара и нарежда да бъде екзекутиран. Макар Шах Джахан да се възстановява напълно от заболяването си, Аурангзеб го обявява за неспособен да управлява и нарежда бъде хвърлен в затвора.